# Temeka Johnson
Temeka Rochelle Johnson (Nueva Orleans, 6 de septiembre de 1982) es una baloncestista estadounidense de la Women's National Basketball Association (WNBA) que ocupa la posición de base.
Fue reclutada por los Washington Mystics en el Draft de la WNBA de 2005 en la 6° posición de la primera ronda; militó en ese equipo por todo 2005 para arribar al año siguiente a Los Angeles Sparks (2006–2008), siguiendo con los Phoenix Mercury (2009–2011), Tulsa Shock (2012–2013), Seattle Storm (2013–2015) y Los Angeles Sparks (2015–presente).
En 2005 recibió el Premio Nancy Lieberman, mientras que en 2005 fue galardonada como Rookie del Año de la WNBA.

## Estadísticas

### Totales
| Año                                                                                              | Equipo | J   | JI  | MJ   | TC  | ITC  | TC%  | 3P  | 3PA | 3P%  | 2P  | 2PA  | 2P%  | TL  | ITL | TL%  | RBO | RBD | RBT | AST  | STL | BLK | TOV | PF  | PTS  |
| ------------------------------------------------------------------------------------------------ | ------ | --- | --- | ---- | --- | ---- | ---- | --- | --- | ---- | --- | ---- | ---- | --- | --- | ---- | --- | --- | --- | ---- | --- | --- | --- | --- | ---- |
| 2005                                                                                             | WAS    | 34  | 34  | 973  | 125 | 273  | .458 | 13  | 43  | .302 | 112 | 230  | .487 | 52  | 66  | .788 | 13  | 91  | 104 | 177  | 44  | 1   | 88  | 99  | 315  |
| 2006                                                                                             | LAS    | 32  | 30  | 808  | 102 | 254  | .402 | 3   | 26  | .115 | 99  | 228  | .434 | 48  | 60  | .800 | 15  | 82  | 97  | 161  | 47  | 1   | 70  | 57  | 255  |
| 2007                                                                                             | LAS    | 11  | 11  | 206  | 29  | 88   | .330 | 1   | 3   | .333 | 28  | 85   | .329 | 11  | 16  | .688 | 4   | 25  | 29  | 30   | 8   | 1   | 31  | 17  | 70   |
| 2008                                                                                             | LAS    | 23  | 8   | 393  | 35  | 101  | .347 | 0   | 10  | .000 | 35  | 91   | .385 | 26  | 36  | .722 | 12  | 31  | 43  | 71   | 24  | 2   | 37  | 38  | 96   |
| 2009                                                                                             | PHO    | 34  | 34  | 901  | 125 | 281  | .445 | 36  | 87  | .414 | 89  | 194  | .459 | 42  | 50  | .840 | 8   | 112 | 120 | 157  | 29  | 4   | 76  | 79  | 328  |
| 2010                                                                                             | PHO    | 34  | 34  | 928  | 122 | 297  | .411 | 30  | 97  | .309 | 92  | 200  | .460 | 39  | 49  | .796 | 19  | 89  | 108 | 160  | 32  | 7   | 69  | 84  | 313  |
| 2011                                                                                             | PHO    | 30  | 30  | 717  | 74  | 170  | .435 | 25  | 65  | .385 | 49  | 105  | .467 | 19  | 22  | .864 | 9   | 51  | 60  | 132  | 24  | 5   | 57  | 53  | 192  |
| 2012                                                                                             | TUL    | 29  | 28  | 833  | 128 | 308  | .416 | 34  | 64  | .531 | 94  | 244  | .385 | 63  | 75  | .840 | 18  | 75  | 93  | 135  | 34  | 1   | 79  | 70  | 353  |
| 2013                                                                                             | SEA    | 32  | 32  | 877  | 114 | 266  | .429 | 21  | 57  | .368 | 93  | 209  | .445 | 77  | 88  | .875 | 13  | 69  | 82  | 127  | 28  | 3   | 85  | 68  | 326  |
| 2014                                                                                             | SEA    | 34  | 3   | 579  | 73  | 202  | .361 | 17  | 50  | .340 | 56  | 152  | .368 | 35  | 38  | .921 | 8   | 64  | 72  | 110  | 24  | 2   | 53  | 41  | 198  |
| 2015                                                                                             | LAS    | 34  | 11  | 720  | 60  | 186  | .323 | 17  | 69  | .246 | 43  | 117  | .368 | 37  | 44  | .841 | 11  | 70  | 81  | 122  | 23  | 0   | 51  | 74  | 174  |
| Carrera                                                                                          |        | 327 | 255 | 7935 | 987 | 2426 | .407 | 197 | 571 | .345 | 790 | 1855 | .426 | 449 | 544 | .825 | 130 | 759 | 889 | 1382 | 317 | 27  | 696 | 680 | 2620 |
| Notas: J=Juegos; JI=Juegos iniciales; MJ=Minutos jugados; ITC=Intentos de TC; ITL=Intentos de TL |        |     |     |      |     |      |      |     |     |      |     |      |      |     |     |      |     |     |     |      |     |     |     |     |      |

### Por juego
| Año                                                                                              | Equipo | J   | JI  | MJ   | TC  | ITC  | TC%  | 3P  | 3PA | 3P%  | 2P  | 2PA | 2P%  | TL  | ITL | TL%  | RBO | RBD | RBT | AST | STL | BLK | TOV | PF  | PTS  |
| ------------------------------------------------------------------------------------------------ | ------ | --- | --- | ---- | --- | ---- | ---- | --- | --- | ---- | --- | --- | ---- | --- | --- | ---- | --- | --- | --- | --- | --- | --- | --- | --- | ---- |
| 2005                                                                                             | WAS    | 34  | 34  | 28.6 | 3.7 | 8.0  | .458 | 0.4 | 1.3 | .302 | 3.3 | 6.8 | .487 | 1.5 | 1.9 | .788 | 0.4 | 2.7 | 3.1 | 5.2 | 1.3 | 0.0 | 2.6 | 2.9 | 9.3  |
| 2006                                                                                             | LAS    | 32  | 30  | 25.3 | 3.2 | 7.9  | .402 | 0.1 | 0.8 | .115 | 3.1 | 7.1 | .434 | 1.5 | 1.9 | .800 | 0.5 | 2.6 | 3.0 | 5.0 | 1.5 | 0.0 | 2.2 | 1.8 | 8.0  |
| 2007                                                                                             | LAS    | 11  | 11  | 18.7 | 2.6 | 8.0  | .330 | 0.1 | 0.3 | .333 | 2.5 | 7.7 | .329 | 1.0 | 1.5 | .688 | 0.4 | 2.3 | 2.6 | 2.7 | 0.7 | 0.1 | 2.8 | 1.5 | 6.4  |
| 2008                                                                                             | LAS    | 23  | 8   | 17.1 | 1.5 | 4.4  | .347 | 0.0 | 0.4 | .000 | 1.5 | 4.0 | .385 | 1.1 | 1.6 | .722 | 0.5 | 1.3 | 1.9 | 3.1 | 1.0 | 0.1 | 1.6 | 1.7 | 4.2  |
| 2009                                                                                             | PHO    | 34  | 34  | 26.5 | 3.7 | 8.3  | .445 | 1.1 | 2.6 | .414 | 2.6 | 5.7 | .459 | 1.2 | 1.5 | .840 | 0.2 | 3.3 | 3.5 | 4.6 | 0.9 | 0.1 | 2.2 | 2.3 | 9.6  |
| 2010                                                                                             | PHO    | 34  | 34  | 27.3 | 3.6 | 8.7  | .411 | 0.9 | 2.9 | .309 | 2.7 | 5.9 | .460 | 1.1 | 1.4 | .796 | 0.6 | 2.6 | 3.2 | 4.7 | 0.9 | 0.2 | 2.0 | 2.5 | 9.2  |
| 2011                                                                                             | PHO    | 30  | 30  | 23.9 | 2.5 | 5.7  | .435 | 0.8 | 2.2 | .385 | 1.6 | 3.5 | .467 | 0.6 | 0.7 | .864 | 0.3 | 1.7 | 2.0 | 4.4 | 0.8 | 0.2 | 1.9 | 1.8 | 6.4  |
| 2012                                                                                             | TUL    | 29  | 28  | 28.7 | 4.4 | 10.6 | .416 | 1.2 | 2.2 | .531 | 3.2 | 8.4 | .385 | 2.2 | 2.6 | .840 | 0.6 | 2.6 | 3.2 | 4.7 | 1.2 | 0.0 | 2.7 | 2.4 | 12.2 |
| 2013                                                                                             | SEA    | 32  | 32  | 27.4 | 3.6 | 8.3  | .429 | 0.7 | 1.8 | .368 | 2.9 | 6.5 | .445 | 2.4 | 2.8 | .875 | 0.4 | 2.2 | 2.6 | 4.0 | 0.9 | 0.1 | 2.7 | 2.1 | 10.2 |
| 2014                                                                                             | SEA    | 34  | 3   | 17.0 | 2.1 | 5.9  | .361 | 0.5 | 1.5 | .340 | 1.6 | 4.5 | .368 | 1.0 | 1.1 | .921 | 0.2 | 1.9 | 2.1 | 3.2 | 0.7 | 0.1 | 1.6 | 1.2 | 5.8  |
| 2015                                                                                             | LAS    | 34  | 11  | 21.2 | 1.8 | 5.5  | .323 | 0.5 | 2.0 | .246 | 1.3 | 3.4 | .368 | 1.1 | 1.3 | .841 | 0.3 | 2.1 | 2.4 | 3.6 | 0.7 | 0.0 | 1.5 | 2.2 | 5.1  |
| Carrera                                                                                          |        | 327 | 255 | 24.3 | 3.0 | 7.4  | .407 | 0.6 | 1.7 | .345 | 2.4 | 5.7 | .426 | 1.4 | 1.7 | .825 | 0.4 | 2.3 | 2.7 | 4.2 | 1.0 | 0.1 | 2.1 | 2.1 | 8.0  |
| Notas: J=Juegos; JI=Juegos iniciales; MJ=Minutos jugados; ITC=Intentos de TC; ITL=Intentos de TL |        |     |     |      |     |      |      |     |     |      |     |     |      |     |     |      |     |     |     |     |     |     |     |     |      |